# Psylliodes brisouti
Psylliodes brisouti là một loài bọ cánh cứng trong họ Chrysomelidae. Loài này được Bedel miêu tả khoa học năm 1898.